# Raiffeisenbank Griesstätt-Halfing
Die Raiffeisenbank Griesstätt-Halfing eG ist eine Genossenschaftsbank mit Sitz in der bayerischen Gemeinde Halfing im Landkreis Rosenheim. 

## Geschichte
Die Gründung der Raiffeisenbank Griesstätt-Halfing eG bzw. ihrer Vorgängerorganisationen erfolgte am 27. Dezember 1893 in Griesstätt. Im Jahr 1989 entstand die Raiffeisenbank Griesstätt-Halfing eG durch die Fusion der Raiffeisenbank Griesstätt-Schonstett eG mit dem Sitz in Griesstätt mit der Raiffeisenbank Halfing-Höslwang eG mit dem Sitz in Halfing.
Die damalige Raiffeisenbank Griesstätt-Schonstett eGmbH entstand im Jahr 1970 durch die Fusion der Raiffeisenkasse Griesstätt eGmbH mit der Raiffeisenkasse Schonstett eGmbH mit dem Sitz in Schonstett. Im Jahr 1978 fusionierten die Raiffeisenbank Halfing eG und die Raiffeisenbank Höslwang eG mit dem Sitz in Höslwang zur Raiffeisenbank Halfing-Höslwang eG.

## Rechtsverhältnisse
Die Raiffeisenbank Griesstätt-Halfing eG (lt. GnR „Raiffeisenbank Griesstätt - Halfing eG“) ist im Genossenschaftsregister beim Amtsgericht Traunstein unter GnR 229 eingetragen.

## Organisationsstruktur
Rechtsgrundlagen sind das Genossenschaftsgesetz und die durch die Generalversammlung beschlossene Satzung. Organe der Bank sind der Vorstand, der Aufsichtsrat und die Generalversammlung.

## Sicherungseinrichtung
Die Raiffeisenbank Griesstätt-Halfing eG ist der amtlich anerkannten Sicherungseinrichtung des Bundesverbandes der Deutschen Volksbanken und Raiffeisenbanken GmbH und der zusätzlichen freiwilligen Sicherungseinrichtung des Bundesverbandes der Deutschen Volksbanken und Raiffeisenbanken e.V. angeschlossen.

## Geschäftsausrichtung
Die Raiffeisenbank Griesstätt-Halfing eG betreibt das Universalbankgeschäft. Im Verbundgeschäft arbeitet sie mit der DZ Bank, R+V Versicherung, Bausparkasse Schwäbisch Hall, Teambank, VR Leasing, DZ Hyp, Allianz Versicherung, Süddeutsche Krankenversicherung (SDK) und der Union Investment zusammen. Sie ist Mitglied im genossenschaftlichen Finanzverbund.
Neben dem klassischen Bankgeschäft einer Genossenschaftsbank betreibt die Raiffeisenbank Griesstätt-Halfing eG über ihre Lagerhäuser die Geschäftsfelder Agrarhandel, Baustoffhandel, Energiehandel (insbesondere mit Heizöl, Holzpellets, Brennholz und Braunkohle), sowie Baufachmärkte.

## Geschäftsgebiet
Das Geschäftsgebiet liegt im nordöstlichen Teil des Landkreises Rosenheim und erstreckt sich über die Verwaltungsgemeinschaft Halfing und die Gemeinde Griesstätt.
An diesen Orten betreibt die Bank Filialen:
- Griesstätt (Hauptstelle, jur. Sitz)
- Halfing (Geschäftsstelle)
- Höslwang (Geschäftsstelle)
- Schonstett (Geschäftsstelle)

Darüber hinaus betreibt sie Lagerhäuser in Griesstätt, Halfing und auch in den benachbarten Gemeinden Eggstätt und Evenhausen.